# Xã Weathersfield, Quận Trumbull, Ohio
Xã Weathersfield (tiếng Anh: Weathersfield Township) là một xã thuộc quận Trumbull, tiểu bang Ohio, Hoa Kỳ. Năm 2010, dân số của xã này là 25.908 người.